# Castrelo (Puebla de Trives)
Castrelo es una entidad de población del lugar de Piñeiro, situada en la parroquia de Piñeiro, del municipio español de Puebla de Trives, en la provincia de Orense, Galicia.

## Demografía
| Gráfica de evolución demográfica de Castrelo entre 2000 y 2023 |
|                                                                |
| Datos según el nomenclátor publicado por el INE.               |